# Historia Gotów
Historia Gotów – zaginione dzieło po łacinie z VI wieku autorstwa Kasjodora, opisujące dzieje Gotów.
Dzieło Kasjodora znane jest ze streszczenia dokonanego przez Jordanesa w pracy Getica. We wstępie do swojego dzieła Jordanes informował, że streszczenie Kasjodora wykonał na prośbę swojego przyjaciela Kastaliusza, zaś oryginał miał do wglądu jedynie przez trzy dni, w związku z czym nie oddaje dokładnie słów księgi, lecz raczej jej sens.
Historia została napisana przez Kasjodora na polecenie króla Teodoryka. Pomysł jej napisania zrodził się prawdopodobnie w latach 523–526, zaś w 533 była publicznie znana. Dzieło składało się z 12 ksiąg opisujących pochodzenie, miejsca i zwyczaje Gotów, ze szczególnym uwzględnieniem dynastii Amalów. Celem dzieła było nie tylko przedstawienie faktów, ale niosło też przesłanie o konieczności współpracy Rzymian i Gotów w imię swej przeszłości i przyszłości.